# Blepharita baltica
Blepharita baltica là một loài bướm đêm trong họ Noctuidae.